# Euprassia
Euprassia  è un nome proprio di persona italiano femminile.

## Varianti
- Maschili: Euprassio

### Varianti in altre lingue
- Greco antico: Εὐπραξία (Eupraxìā)[1]
- Polacco: Eupraksja
- Russo: Евпраксия (Evpraksija)[1]

## Origine e diffusione
Continua il nome greco antico Εὐπραξία (Eupraxìā), che è composto dai termini εὖ (èu, "bene") e πρᾶξις (pràxis, "azione", "esercizio", da cui anche Prassede).

## Onomastico
Nessuna santa porta il nome Euprassia, che quindi è adespota; l'onomastico si può festeggiare il 1º novembre, festa di Ognissanti. Va notato che sant'Eufrasia, eremita in Egitto (commemorata il 25 luglio o il 13 marzo) viene chiamata anche sant'Euprassia, sebbene i nomi Euprassia ed Eufrasia non siano correlati.

## Persone
- Euprassia, nome originale di Adelaide di Kiev, Sacra Romana Imperatrice

### Variante maschile Euprassio
- Euprassio, funzionario romano

## Il nome nelle arti
- Evpraksija Romanovna è un personaggio dell'opera di Pëtr Il'ič Čajkovskij L'incantatrice.